# Бенталь
Бента́ль (англ. benthal от др.-греч. βένθος — глубина) — область водоёмов, заселённая донными организмами, обитающими на грунте водоёма или в его толще. Согласно некоторым авторам, бенталь — синоним батиали.
В морских и пресноводных водоёмах бенталь подразделяется на различные вертикальные зоны: 
- литораль (приливо-отливная зона),
- сублитораль (до 200 м); нижнюю её часть иногда выделяют в качестве особой зоны — элиторали
- батиаль (до 2500—3000 м)
- абиссаль (до 6000 м)
- ультраабиссаль, или хадаль (глубже 6000 м).

Пограничные между этими зонами глубины выделяют как переходные горизонты.